# Finn Seemann
Finn Ludvig Seemann (* 18. Oktober 1944 in Oslo; † 7. September 1985 in Dovre) war ein norwegischer Fußball- und American-Football-Spieler.

## Karriere

### Verein
Finn Seemann wurde im Oktober 1944 in der norwegischen Hauptstadt Oslo geboren als Norwegen unter deutscher Besatzung im Zweiten Weltkrieg war. Er begann seine Karriere im jugendlichen Alter in seiner Heimatstadt bei Lyn Oslo. Er debütierte in der Saison 1961/62 und absolvierte zwei Spiele, zudem erzielte er seinen ersten Pflichtspieltreffer für den Verein. Eine Saison später konnte der Stürmer in 14 Ligaspielen achtmal treffen. Mit der Mannschaft aus Oslo wurde er am Ende der Saison hinter Brann Bergen Vizemeister. Im Jahr 1964 gewann er mit Lyn die Norwegische Meisterschaft, er hatte dabei mit 13 Toren in 17 Spielen großen Anteil. Eine Spielzeit später wurde Seemann erneut Vizemeister, er traf dabei in 12 Einsätzen achtmal. Im Januar 1965 wechselte Seemann nach Schottland zu Dundee United. In der Saison 1965/66 spielte Seemann in 14 Spielen und traf dreimal ins gegnerische Tor. Er qualifizierte sich mit United als Tabellenfünfter am Saisonende erstmals für den Europapokal. Im Messestädte-Pokal 1966/67 gelangen zwei Siege gegen den FC Barcelona, ehe der Klub gegen Juventus Turin ausschied. In der Saison 1966/67 konnte Seemann nochmals in 16 Partien 5 Tore schießen. Im Jahr 1967 spielte er mit dem gesamten Kader von Dundee United unter dem Namen Dallas Tornado während der Sommerpause in Schottland in der United Soccer Association. In fünf spielen konnte er einen Treffer erzielen. Bei United prägte er in den 1960er-Jahren mit den anderen skandinavischen Akteuren Finn Døssing, Lennart Wing, Mogens Berg und Örjan Persson den schottischen Verein. Nach insgesamt 67 Pflichtspielen und 17 Toren wechselte Seemann am Saisonende 1967/68 für eine Ablösesumme von 25.000 £ zum Amsterdamsche FC DWS in die niederländische Eredivisie. In drei Spielzeiten war er Stammspieler und Leistungsträger in der Mannschaft. Von 1971 bis 1973 war er beim FC Utrecht aktiv. Im Jahr 1974 spielte Seemann als Kicker bei den Houston Oilers in der National Football League (NFL). Im Jahr 1975 setzte er seine Fußballkarriere in Norwegen fort und spielte bei Lyn Oslo und beim Bækkelagets SK. Am Ende des Jahres 1976 beendete er seine Karriere. Finn Seeman starb im Alter von 40 Jahren bei einem Verkehrsunfall auf der Europastraße 6 bei Dovre.

### Nationalmannschaft
Finn Seemann spielte zwischen 1963 und 1970 insgesamt fünfzehnmal in der Norwegischen Nationalmannschaft und erzielte dabei vier Tore. Zweimal war Seemann dabei als Torschütze bei der Nordischen Fußballmeisterschaft erfolgreich.

## Erfolge
mit Lyn Oslo:
- Norwegischer Meister: 1964